# Agave americana
Agave americana este o plantă din familia amarilidaceelor, cu frunze mari, lungi până la 2 m, late și groase, cu spini pe margini.
Înflorește o singură dată, la 15-20 de ani și apoi moare. Această plantă este originară din Mexic, unde se cultivă ca plantă textilă.
În alte țări ea se cultivă ca plantă ornamentală. De atunci a fost naturalizată în multe regiuni și crește ca plantă sălbatică în Europa, Africa de Sud, India și Australia.

## Legături externe

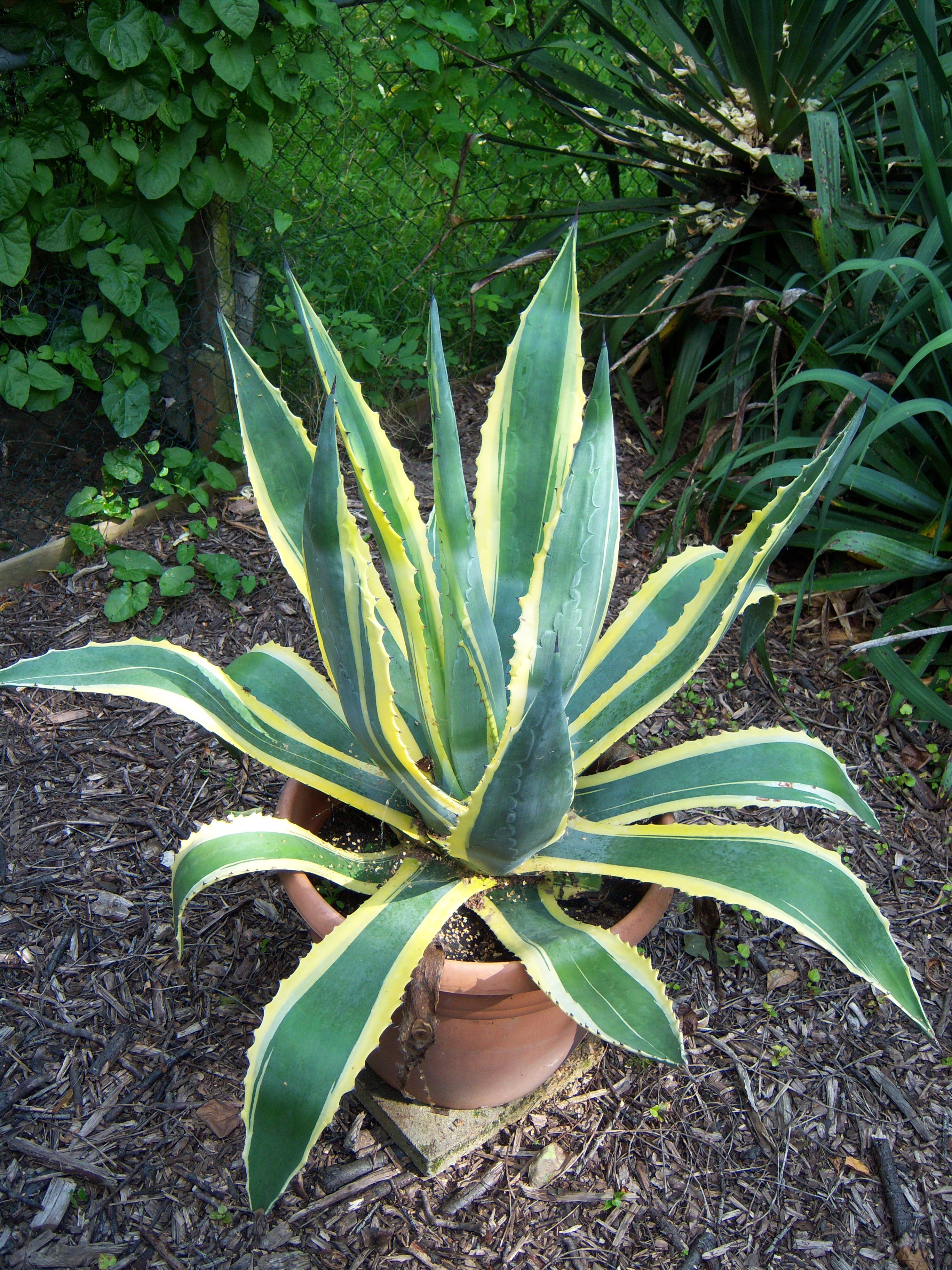
Agave Americana var. marginata